# یان پودهرادسکی
یان پودهرادسکی (انگلیسی: Ján Podhradský؛ ۳۱ اوت ۱۹۱۷ – ۱۵ دسامبر ۱۹۹۸) بازیکن فوتبال اهل یوگسلاوی بود.
از باشگاه‌هایی که در آن بازی کرده‌است می‌توان به باشگاه فوتبال وویوودینا، باشگاه فوتبال اسلوان براتیسلاوا، و باشگاه فوتبال بئوگراد اشاره کرد.
وی همچنین در تیم‌های ملی فوتبال یوگسلاوی و اسلواکی بازی کرده‌است.